# Pali (distrikt)
Pali är ett distrikt i den indiska delstaten Rajasthan. Den administrativa huvudorten är staden Pali. Distriktets befolkningen uppgick till 1 820 251 invånare vid folkräkningen 2001, på en yta av 12 387 km².

## Administrativ indelning
Distriktet är indelat i nio tehsil, en kommunliknande administrativ enhet:
- Bali
- Desuri
- Jaitaran
- Marwar Junction
- Pali
- Raipur
- Rohat
- Sojat
- Sumerpur

## Urbanisering
Distriktets urbaniseringsgrad uppgick till 21,47 % vid folkräkningen 2001. Den största staden är huvudorten Pali. Ytterligare tio samhällen har urban status:
- Bali, Falna, Jaitaran, Marwar Junction, Rani, Sādri, Sojat, Sojat Road, Sumerpur och Takhatgarh

Dessutom finns orterna:
- Nimbāj, Raipur, Nāna, Nādol, Desuri, Sewāri, Ghānerāv, Koselāv, Nārlāi, Rohat, Rānāwās, Auwa, Bāgol och Hemāwās